# Pacific-Southwest-Airlines-Flug 1771
Pacific-Southwest-Airlines-Flug 1771 war die Flugnummer eines Linienfluges von Los Angeles nach San Francisco, auf dem am 7. Dezember 1987 eine BAe 146-200 in der Nähe der Stadt Cayucos abstürzte, nachdem ein ehemaliger Mitarbeiter mit einer an Bord geschmuggelten Waffe einen Fluggast, eine Flugbegleiterin, beide Piloten und einen zufällig als Passagier an Bord befindlichen Piloten erschoss. Dadurch und durch den resultierenden Absturz wurden 43 Personen getötet.

## Unfall

### Vorgeschichte
USAir hatte den Mitarbeiter David Burke wegen Diebstahls von Firmeneigentum im Wert von 69 USD am 19. November 1987 entlassen (also etwa drei Wochen vor dem Absturz). Er versuchte, seinen Vorgesetzten zur Rücknahme der Kündigung zu bewegen, dies war aber erfolglos.
USAir hatte kurz zuvor Pacific Southwest Airlines übernommen, und die Eingliederung war noch nicht abgeschlossen. Burke kaufte sich ein Ticket für Flug PSA1771, einen täglichen Flug von Los Angeles nach San Francisco. Burkes Vorgesetzter befand sich ebenfalls an Bord. Er nutzte als Pendler diesen Flug regelmäßig, da er in San Francisco wohnte, aber am Los Angeles International Airport arbeitete.

### Unfallhergang
Mithilfe seiner Ausweise der USAir, die sein Ex-Arbeitgeber noch nicht eingezogen hatte, gelang es Burke, einen Revolver des Kalibers .44 Magnum an der Sicherheitskontrolle vorbei ins Flugzeug zu schmuggeln. Die Waffe hatte er sich von einem ehemaligen Kollegen geliehen. Nachdem er an Bord des Flugzeugs war, schrieb er folgende Nachricht auf einen Spuckbeutel:

“Hi Ray. I think it’s sort of ironical that we ended up like this. I asked for some leniency for my family. Remember? Well, I got none and you’ll get none.”

„Hi Ray, ist es nicht Ironie des Schicksals, dass wir so enden? Ich bat um etwas Nachsicht für meine Familie, erinnerst du dich? Nun, ich habe sie nicht bekommen und du wirst auch keine erhalten.“

Als das Flugzeug, eine British Aerospace Typ BAe 146-200, sich auf der Reiseflughöhe von 22.000 ft (ca. 6.700 m) über der kalifornischen Küste befand, zeichnete der Cockpit Voice Recorder das Geräusch von zwei Schüssen auf, die aus der Passagierkabine kamen. Die Tür zum Cockpit wurde geöffnet und eine Frau, vermutlich eine Flugbegleiterin, sagte den Piloten: „Wir haben ein Problem“ (We have a problem). Als der Flugkapitän sich mit den Worten „Was für ein Problem?“ (What kind of problem?) erkundigte, antwortete ihm Burke: „Ich bin das Problem“ (I’m the problem), und gab auf die Cockpitcrew drei Schüsse ab, die diese handlungsunfähig machten.
Wenige Sekunden später nahm der Cockpit Voice Recorder auf, wie das Fahrtgeräusch an den Cockpitscheiben zunahm, weil das Flugzeug nach vorne nickte und dadurch beschleunigte. Ein weiterer Schuss wurde anschließend aufgezeichnet, bei dem davon ausgegangen wird, dass Burke den Chefpiloten der Airline erschoss, der zufällig als Passagier an Bord war. Dieser muss in der Not versucht haben, das Cockpit zu erreichen, um das Flugzeug zu retten. Laut der TV-Serie Mayday konnte ein Stück von Burkes Fingerkuppe am Revolver sichergestellt werden. Dies deutet darauf hin, dass Burke mit der Waffe in der Hand bei dem Aufprall noch am Leben war.
Das Flugzeug schlug danach um 16:16 Uhr (PST) an einem Berghang des Santa-Lucia-Gebirge nahe Paso Robles und Cayucos ein. Es wird geschätzt, dass das Flugzeug mit dem Bug voran mit einer Geschwindigkeit von 1.100 km/h (ca. 590 kn) einschlug. Durch die Wucht des Aufpralls wurde es vollständig zerstört; 27 Passagiere konnten nicht mehr identifiziert werden.

### Untersuchungen
Die Absturzstelle wurde von einem Hubschrauber des Senders CBS lokalisiert. Das Ermittlungsteam der National Transportation Safety Board (NTSB) wurde bei seinen Untersuchungen durch Beamte des Federal Bureau of Investigation (FBI) unterstützt. Nachdem Ermittler zwei Tage lang die Trümmer nach Hinweisen durchsucht hatten, fanden sie eine Handfeuerwaffe mit sechs verschossenen Patronenhülsen sowie die Nachricht, die Burke auf dem Spuckbeutel hinterlassen hatte. Auf dem Sicherungsbügel des Abzugs konnte eine Fingerteilspur gesichert werden, die eindeutig Burke zugeordnet werden konnte. Zudem förderten die Ermittlungen zu Tage, dass sich Burke die Waffe von einem ehemaligen Arbeitskollegen geliehen hatte und er eine Abschiedsbotschaft auf dem Anrufbeantworter seiner Freundin  hinterlassen hatte.

### Folgen
Bedingt durch den Absturz wurden mehrere Bundesgesetze verabschiedet. Eines davon regelte, dass alle Zugangsberechtigungen von Mitarbeitern unmittelbar beim Ausscheiden aus dem Unternehmen eingezogen werden müssen. Zudem mussten sich ab sofort auch Mitarbeiter der Fluggesellschaften der regulären Sicherheitskontrolle unterziehen.

## Verfilmung und Dokumentation
- Mayday – Alarm im Cockpit, Folge Schüsse über den Wolken, 2011[6]